# UNIRB Futebol Clube
O UNIRB Futebol Clube é um clube brasileiro de futebol da cidade de Alagoinhas, no estado da Bahia. Suas cores são azul, vermelho e branco. O clube está vinculado ao Centro Universitário UNIRB e mantido com recursos da Rede UNIRB, e disputou o Campeonato Baiano da Segunda Divisão de acesso a primeira divisão, em 2019 pela primeira vez.
Em 2020, disputou a final da segunda divisão com o Colo-Colo de Ilhéus. Venceu nas cobranças de pênalti e se sagrou campeão do torneio, sendo promovido para disputar a elite do Campeonato Baiano pela primeira vez em 2021.

## Títulos
| Estaduais | Estaduais                   | Estaduais | Estaduais  |
|           | Competição                  | Títulos   | Temporadas |
| --------- | --------------------------- | --------- | ---------- |
|           | Campeonato Baiano - Série B | 1         | 2020       |

## Estatísticas

### Participações
|  | Participações em 2023 |

| Competição | Competição        | Temporadas | Melhor campanha | Anos            | P | R |
| Bahia      | Campeonato Baiano | 2          | 8° lugar (2021) | 2021-2022       |   | 1 |
| Bahia      | Segunda Divisão   | 3          | Campeão (2020)  | 2019-2020, 2023 | 1 |   |